# 2012-es katalán körverseny
A 2012-es katalán körverseny (spanyolul:Volta a Cataluña 2012) a 92. kerékpárverseny volt 1922 óta. 2012. március 19-én kezdődött a Calellában és március 25-én ért véget Barcelonában. A verseny része a 2012-es UCI World Tour-nak és 7 szakaszból állt. Az összetett versenyt Michael Albasini nyerte meg.

## Részt vevő csapatok
A 18 World Tour-csapaton kívül 5 csapat kapott szabadkártyát, így alakult ki a 23 csapatos mezőny.
UCI World Tour csapatok:
 AG2R La Mondiale ·   Astana ·   Movistar ·   Euskaltel–Euskadi ·   FDJ–BigMat ·   Team Garmin–Barracuda ·   Lampre–ISD ·   Liquigas–Cannondale ·   Lotto–Belisol Team ·   Omega Pharma–Quickstep ·   Rabobank ·   Katyusa ·   GreenEDGE Cycling Team ·   Team Saxo Bank ·   Sky Procycling ·  Vacansoleil–DCM ·  RadioShack–Nissan–Trek ·  BMC Racing Team · 
Szabadkártyás csapatok
 Andalucía ·   Caja Rural ·   Cofidis ·   Project 1t4i ·   Saur-Sojasun

## Szakaszok
2012-ben a verseny 7 szakaszból állt.
| Szakasz | Dátum       | Útvonal                         | Hossz    | Győztes          |
| ------- | ----------- | ------------------------------- | -------- | ---------------- |
| 1.      | március 19. | Calella - Calella               | 138,9 km | Michael Albasini |
| 2.      | március 20. | Girona - Girona                 | 161 km   | Michael Albasini |
| 3.      | március 21. | La Vall d'en Bas - Canturri     | 154,2 km | Janez Brajkovic  |
| 4.      | március 22. | Tremp - Ascó                    | 199 km   | Rigoberto Uran   |
| 5.      | március 23. | Ascó - Manresa                  | 207,1 km | Julien Simon     |
| 6.      | március 24. | San Frutiós de Bages - Badalona | 169,4 km | Samuel Sanchez   |
| 7.      | március 25. | Badalona - Barcelona            | 119,8 km | Julien Simon     |

## Összetett táblázat
|    | Versenyző                   | Csapat                  | Idő      |
| -- | --------------------------- | ----------------------- | -------- |
| 1  | Michael Albasini (SUI)      | GreenEDGE               | 24:15:45 |
| 2  | Samuel Sanchez (ESP)        | Euskaltel-Euskadi       | +1:30 p  |
| 3  | Jürgen Van Den Broeck (BEL) | Lotto-Belisol           | +1:32 p  |
| 4  | Daniel Martin (IRL)         | Garmin-Barracuda        | +1:32 p  |
| 5  | Rigoberto Uran (COL)        | Sky Procycling          | +1:32 p  |
| 6  | Damiano Cunego (ITA)        | Lampre-ISD              | +1:32 p  |
| 7  | Robert Kiserlovski (CRO)    | Astana                  | +1:32 p  |
| 8  | Matteo Carrara (ITA)        | Vacansoleil             | +1:32 p  |
| 9  | Dario Cataldo (ITA)         | Omega Pharma-Quick Step | +1:32 p  |
| 10 | Sergio Pardilla (ESP)       | Movistar Team           | +1:32 p  |

## Összegzés
| Szakasz (győztes)             | Összetett verseny | Hegyi pontverseny | Sprintverseny     | Csapatverseny    |
| ----------------------------- | ----------------- | ----------------- | ----------------- | ---------------- |
| 1. szakasz (Michael Albasini) | Michael Albasini  | Michael Albasini  | Anthony Delaplace | GreenEDGE        |
| 2. szakasz (Michael Albasini) | Michael Albasini  | Michael Albasini  | Anthony Delaplace | Sky Procycling   |
| 3. szakasz (Janez Brajkovic)  | Michael Albasini  | Chris Sörensen    | Michael Albasini  | Sky Procycling   |
| 4. szakasz (Rigoberto Uran)   | Michael Albasini  | Chris Sörensen    | Julián Sánchez    | Garmin-Barracuda |
| 5. szakasz (Julien Simon)     | Michael Albasini  | Chris Sörensen    | Tomasz Marczynski | Garmin-Barracuda |
| 6. szakasz (Samuel Sanchez)   | Michael Albasini  | Chris Sörensen    | Tomasz Marczynski | Garmin-Barracuda |
| 7. szakasz (Julien Simon)     | Michael Albasini  | Chris Sörensen    | Tomasz Marczynski | Garmin-Barracuda |
| Végeredmény                   | Michael Albasini  | Chris Sörensen    | Tomasz Marczynski | Garmin-Barracuda |

## Külső hivatkozások
- Hivatalos honlap